# Quatuor à cordes no 10 de Schubert
Pour les articles homonymes, voir Quatuor à cordes no 10.
Le Quatuor à cordes no 10, D. 87 en mi bémol majeur est une pièce musicale composée par Franz Schubert en novembre 1813.
Il est composé de quatre mouvements : 
- Allegro moderato
- Scherzo - Trio
- Adagio
- Allegro